# Comuna de Raczki
Raczki (polaco: Gmina Raczki) é uma gminy (comuna) na Polónia, na voivodia de Podláquia e no condado de Suwałki. A sede do condado é a cidade de Raczki.
De acordo com os censos de 2004, a comuna tem 6206 habitantes, com uma densidade 43,6 hab/km².

## Área
Estende-se por uma área de 142,25 km², incluindo:
- área agricola: 73%
- área florestal: 19%

## Demografia
Dados de 30 de Junho 2004:
|                      | Total   | Total | Mulheres | Mulheres | Homens  | Homens |
| -------------------- | ------- | ----- | -------- | -------- | ------- | ------ |
|                      | pessoas | %     | pessoas  | %        | pessoas | %      |
| População            | 6206    | 100   | 3042     | 49       | 3164    | 51     |
| Densidade (pop./km²) | 43,6    | 100   | 21,4     | 21,4     | 22,2    | 22,2   |

De acordo com dados de 2002, o rendimento médio per capita ascendia a 1293,23 zł.

## Comunas vizinhas
- Augustów, Bakałarzewo, Kalinowo, Nowinka, Suwałki, Wieliczki